# NAVSTAR
Sistema de navegação com tempo e sistema de posicionamento de distância, onde a sigla NAVSTAR foi o nome do projeto que deu origem ao GPS sendo este um sistema de radionavegação por satélites desenvolvido e controlado pelo Departamento de Defesa dos Estados Unidos da América com o objetivo de ser o principal sistema de navegação das forças armadas americanas.